# 사나이 UDT
"사나이 UDT"는 한국에서 제작된 남태권 감독의 1969년 영화이다. 박노식 등이 주연으로 출연하였고 곽정환 등이 제작에 참여하였다.

## 배역
- 박노식
- 문희
- 오영일
- 이대엽
- 장혁
- 최창호
- 김순철
- 남보원
- 추석양
- 이해룡
- 최성
- 김웅
- 박복남
- 연규진
- 지계순
- 김은옥

## 기타
- 조명: 이영수
- 미술: 이문현